# Підозрілий
Підозрілий — радянський художній фільм 1978 року, знятий на кіностудії «Молдова-фільм».

## Сюжет
Бессарабія, 1918 рік. Націоналісти потайки від народу звернулися до королівської Румунії з проханням ввести окупаційні війська для придушення революції. За допомогою досвідченого конспіратора-революціонера, який діяв під вигаданим ім'ям барона Каранфіла, більшовикам вдалося роздобути секретний документ діячів парламенту і викрити зрадників…

## У ролях
- Родіон Нахапетов — Дімітріу
- Світлана Тома — Сабурова
- Борис Іванов — Татищев
- Валентин Нікулін — епізод
- Віра Глаголєва — Катя Арнаут
- Мірче Соцкі-Войніческу — Цуркан
- Борислав Брондуков — капітан Туркулець
- Юрій Медведєв — Шилов
- Рита Гладунко — мадам Чіпой
- Михайло Бадикяну — Христофор
- Іон Шкуря — підполковник Монтинга
- Юрій Леонідов — полковник Пирван
- Костянтин Константинов — епізод
- Ніколае Даріе — Колчу
- Олександр Мутафов — епізод
- Валеріу Купча — Доні
- Ірина Лачина — епізод
- Володимир Шакало — епізод
- Петро Баракчі — епізод
- Володимир Кушніренко — епізод
- Олександр Брайман — епізод

## Знімальна група
- Режисер — Михайло Бадикяну
- Сценаристи — Михайло Бадикяну, Арнольд Григорян
- Оператор — Дмитро Моторний
- Композитор — Віталій Верхола
- Художник — Михайло Гараканідзе